# Gran Premio motociclistico d'Olanda 1973
Il Gran Premio motociclistico d'Olanda fu il settimo appuntamento del motomondiale 1973.
Si svolse sabato 23 giugno 1973 sul circuito di Assen, e corsero tutte le classi.
Seconda vittoria stagionale per Phil Read in 500 davanti a Kim Newcombe. Ritirato per rottura del cambio Giacomo Agostini, autore del giro più veloce. "Ago" aveva vinto in precedenza la 350, prima gara della giornata.
In 250 Dieter Braun ripeté il successo di Abbazia. Ritirato Teuvo Länsivuori, caduto al primo giro.
I ritiri di Kent Andersson (caduto con frattura della gamba destra), Otello Buscherini (caduta) e Ángel Nieto (grippaggio) consegnarono la vittoria della 125 a Eugenio Lazzarini, alla sua prima vittoria iridata, su Piovaticci (una Maico sponsorizzata da un industriale del legno pesarese).
Agevole vittoria per Bruno Kneubühler in 50.
Nei sidecar Klaus Enders vinse il quinto GP consecutivo stagionale e si laureò per la quinta volta Campione del mondo della categoria, superando Eric Oliver e Max Deubel.

## Classe 500

### Arrivati al traguardo
| Pos. | Pilota              | Moto          | Tempo     | Punti |
| ---- | ------------------- | ------------- | --------- | ----- |
| 1    | Phil Read           | MV Agusta     | 50' 34" 2 | 15    |
| 2    | Kim Newcombe        | König         | +42"      | 12    |
| 3    | Christian Bourgeois | Yamaha        | +1' 03" 2 | 10    |
| 4    | Wil Hartog          | Yamaha        | +1' 11" 2 | 8     |
| 5    | Jack Findlay        | Suzuki        |           | 6     |
| 6    | Werner Giger        | Yamaha        |           | 5     |
| 7    | Derek Chatterton    | Yamaha        |           | 4     |
| 8    | Billie Nelson       | Yamaha        |           | 3     |
| 9    | Eric Offenstadt     | SMAC-Kawasaki |           | 2     |
| 10   | Georg Pohlmann      | Yamaha        |           | 1     |
| 11   | Kurt-Harald Florin  | König         |           |       |
| 12   | Jan Kostwinder      | Yamaha        | +1 giro   |       |
| 13   | Seppo Kangasniemi   | Yamaha        | +1 giro   |       |
| 14   | Gerrit Veldink      | Suzuki        | +1 giro   |       |
| 15   | Lothar John         | Suzuki        | +1 giro   |       |
| 16   | Henk Klaassen       | Yamaha        | +1 giro   |       |
| 17   | Jerry Lancaster     | Suzuki        | +1 giro   |       |
| 18   | Cees Bouwmeester    | Suzuki        | +1 giro   |       |

### Ritirati

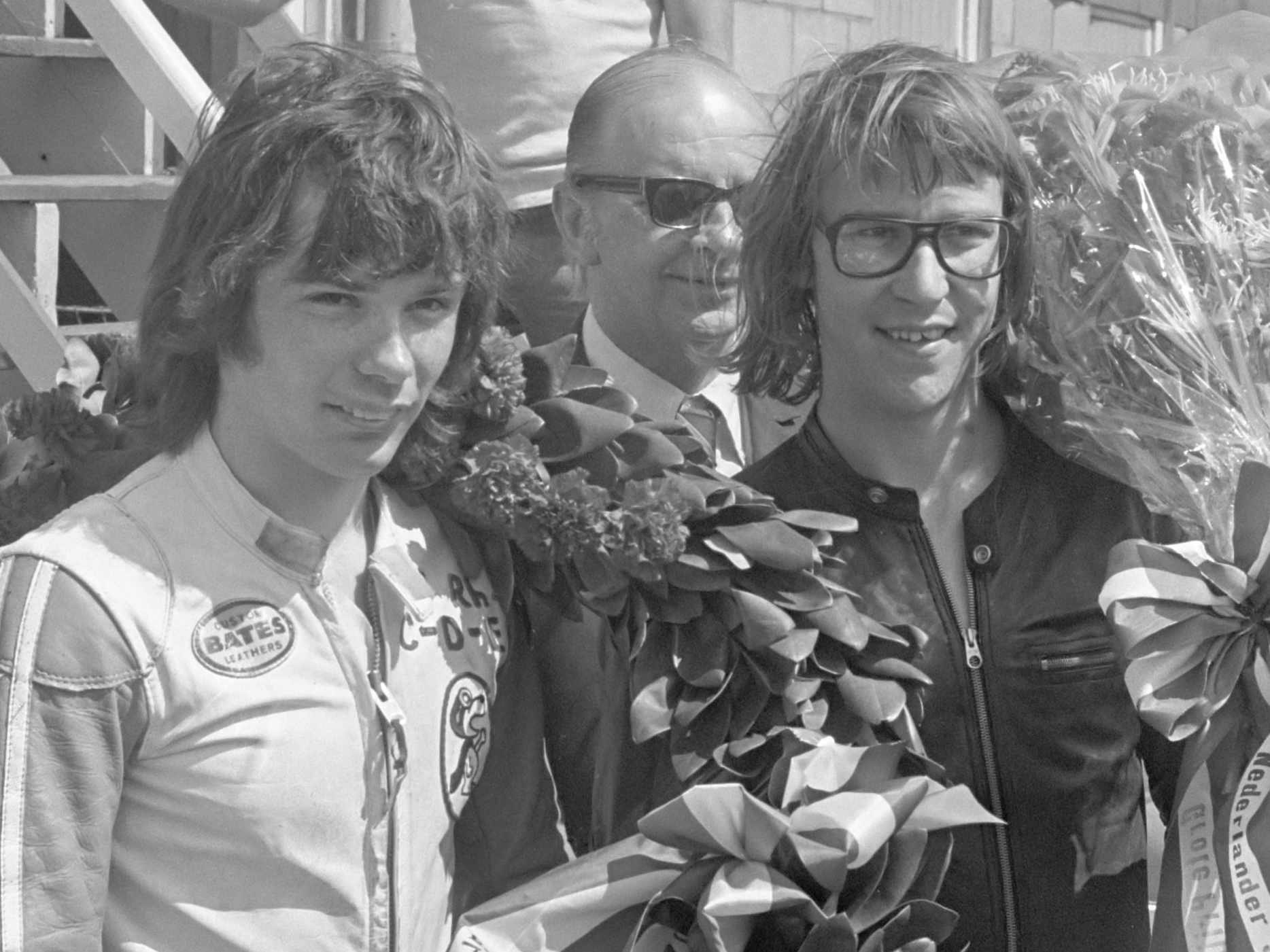
Bruno Kneubühler e Theo Timmer sul podio

| Pilota             | Moto            | Motivo ritiro      |
| ------------------ | --------------- | ------------------ |
| Reinhard Hiller    | König           |                    |
| Michel Rougerie    | Harley-Davidson |                    |
| Bosse Granath      | Husqvarna       |                    |
| Kaarlo Koivuniemi  | Kawasaki        |                    |
| Roberto Gallina    | Paton           |                    |
| Paul Eickelberg    | König           |                    |
| Kurt-Ivan Carlsson | Yamaha          |                    |
| Ernst Hiller       | König           |                    |
| Gyula Marsovszky   | Yamaha          |                    |
| Giacomo Agostini   | MV Agusta       | rottura del cambio |

## Classe 350

### Arrivati al traguardo
| Pos | Pilota               | Moto      | Tempo     | Punti |
| --- | -------------------- | --------- | --------- | ----- |
| 1   | Giacomo Agostini     | MV Agusta | 50' 15" 9 | 15    |
| 2   | Phil Read            | MV Agusta | +0" 1     | 12    |
| 3   | Teuvo Länsivuori     | Yamaha    | +16" 4    | 10    |
| 4   | John Dodds           | Yamaha    |           | 8     |
| 5   | Dieter Braun         | Yamaha    |           | 6     |
| 6   | Kent Andersson       | Yamaha    |           | 5     |
| 7   | Eduardo Celso-Santos | Yamaha    |           | 4     |
| 8   | Billie Nelson        | Yamaha    |           | 3     |
| 9   | Mick Grant           | Yamaha    |           | 2     |
| 10  | Bruno Kneubühler     | Yamaha    |           | 1     |
| 11  | Marcel Ankoné        | Yamsel    |           |       |
| 12  | Kurt-Ivan Carlsson   | Yamaha    |           |       |
| 13  | Adrie van den Broeke | Yamaha    |           |       |
| 14  | Leo Bovee            | Yamaha    |           |       |
| 15  | Karl Auer            | Yamaha    |           |       |
| 16  | Hans Mühlebach       | MZ        |           |       |
| 17  | Gyula Marsovszky     | Yamaha    | +1 giro   |       |
| 18  | Bosse Granath        | Yamaha    | +1 giro   |       |

### Ritirati
| Pilota               | Moto   |
| -------------------- | ------ |
| Wil Hartog           | Yamaha |
| Rob Bron             | Yamaha |
| Jan van Disseldorp   | Yamaha |
| Silvio Grassetti     | MZ     |
| Sven-Olof Gunnarsson | Yamaha |
| Werner Pfirter       | Yamaha |
| Alan Barnett         | Yamsel |
| Jerry Lancaster      | Yamaha |
| János Drapál         | Yamaha |
| Derek Chatterton     | Yamaha |

## Classe 250

### Arrivati al traguardo
| Pos | Pilota               | Moto            | Tempo     | Punti |
| --- | -------------------- | --------------- | --------- | ----- |
| 1   | Dieter Braun         | Yamaha          | 51' 55" 1 | 15    |
| 2   | Michel Rougerie      | Harley-Davidson | +35" 8    | 12    |
| 3   | John Dodds           | Yamaha          | +37" 9    | 10    |
| 4   | Mick Grant           | Yamaha          |           | 8     |
| 5   | Chas Mortimer        | Yamaha          |           | 6     |
| 6   | Eduardo Celso-Santos | Yamaha          |           | 5     |
| 7   | Silvio Grassetti     | MZ              |           | 4     |
| 8   | Rob Bron             | Yamaha          |           | 3     |
| 9   | Christian Bourgeois  | Yamaha          |           | 2     |
| 10  | Matti Salonen        | Yamaha          |           | 1     |
| 11  | Adrie van den Broeke | Yamaha          |           |       |
| 12  | Nico van der Zanden  | Yamaha          |           |       |
| 13  | Víctor Palomo        | Yamaha          |           |       |
| 14  | Werner Pfirter       | Yamaha          |           |       |
| 15  | Cees Schermer        | Yamaha          |           |       |
| 16  | Lothar John          | Yamaha          |           |       |
| 17  | Werner Giger         | Yamaha          |           |       |

### Ritirati
| Pilota             | Moto   |
| ------------------ | ------ |
| Teuvo Länsivuori   | Yamaha |
| Roberto Gallina    | Yamaha |
| Karl Auer          | Yamaha |
| Ryszard Mankiewicz | Yamaha |
| Eric Offenstadt    | SHF    |
| Marcel Ankoné      | Yamsel |

## Classe 125

### Arrivati al traguardo
| Pos | Pilota                 | Moto        | Tempo     | Punti |
| --- | ---------------------- | ----------- | --------- | ----- |
| 1   | Eugenio Lazzarini      | Piovaticci  | 48' 36" 3 | 15    |
| 2   | Rolf Minhoff           | Maico       | +20" 8    | 12    |
| 3   | Chas Mortimer          | Yamaha      | +1' 16" 1 | 10    |
| 4   | Matti Salonen          | Yamaha      |           | 8     |
| 5   | Pentti Salonen         | Yamaha      |           | 6     |
| 6   | Ryszard Mankiewicz     | MZ          |           | 5     |
| 7   | Walter Rungg           | Maico       |           | 4     |
| 8   | Paul Eickelberg        | Maico       |           | 3     |
| 9   | Piet van den Goorbergh | Yamaha      |           | 2     |
| 10  | Henk van Kessel        | Yamaha      |           | 1     |
| 11  | Jos Schurgers          | Bridgestone |           |       |
| 12  | Börje Jansson          | Maico       | +2 giri   |       |

### Ritirati
| Pilota            | Moto       |
| ----------------- | ---------- |
| Kent Andersson    | Yamaha     |
| Ángel Nieto       | Morbidelli |
| Otello Buscherini | Malanca    |
| Jan Kostwinder    | Yamaha     |
| Aart Valster      | Yamaha     |
| Jan Huberts       | MZ         |
| Jan Warners       | Yamaha     |
| Cees van Dongen   | Yamaha     |

## Classe 50

### Arrivati al traguardo
| Pos | Pilota             | Moto     | Tempo     | Punti |
| --- | ------------------ | -------- | --------- | ----- |
| 1   | Bruno Kneubühler   | Kreidler | 30' 02" 2 | 15    |
| 2   | Theo Timmer        | Jamathi  | +8" 5     | 12    |
| 3   | Gerhard Thurow     | Kreidler | +16" 8    | 10    |
| 4   | Jan Bruins         | Monark   |           | 8     |
| 5   | Lars Persson       | Monark   |           | 6     |
| 6   | Jan Huberts        | Kreidler |           | 5     |
| 7   | Nico Polane        | Roton    |           | 4     |
| 8   | Ton Kooyman        | Hemeyla  |           | 3     |
| 9   | Jürgen Roller      | Kreidler |           | 2     |
| 10  | Herbert Rittberger | Kreidler |           | 1     |
| 11  | Wolfgang Gedlich   | Kreidler |           |       |
| 12  | Siegfried Lohmann  | Kreidler |           |       |
| 13  | Walter Däuwel      | Kreidler |           |       |
| 14  | John Koster        | Roton    |           |       |
| 15  | Hans-Jürgen Hummel | Kreidler | +1 giro   |       |
| 16  | Willem Koerhuis    | Kreidler | +1 giro   |       |
| 17  | Ulrich Graf        | Kreidler | +1 giro   |       |
| 18  | Mike Greenwood     | Derbi    | +1 giro   |       |

### Ritirati
| Pilota          | Moto     |
| --------------- | -------- |
| Henk van Kessel | Kreidler |
| Cees van Dongen | Kreidler |
| Jan de Vries    | Kreidler |
| Rudolf Kunz     | Kreidler |
| Harald Bartol   | Kreidler |
| Nigel Stone     | Jamathi  |

## Classe sidecar
Per le motocarrozzette si trattò della 144ª gara effettuata dall'istituzione della classe nel 1949; si sviluppò su 14 giri, per una percorrenza di 107,870 km.
Pole position di Klaus Enders/Ralf Engelhardt (Busch-BMW) in 3' 21" 8; giro più veloce dello stesso equipaggio in 3' 22" 7 a 137,102 km/h.

### Arrivati al traguardo
| Pos | Pilota            | Passeggero       | Moto          | Tempo     | Punti |
| --- | ----------------- | ---------------- | ------------- | --------- | ----- |
| 1   | Klaus Enders      | Ralf Engelhardt  | Busch-BMW     | 47' 56" 2 | 15    |
| 2   | Gerry Boret       | Nigel Boret      | Renwick-König | +39" 7    | 12    |
| 3   | Werner Schwärzel  | Karl-Heinz Kleis | König         | +1' 27" 7 | 10    |
| 4   | Siegfried Schauzu | Wolfgang Kalauch | BMW           |           | 8     |
| 5   | Michel Vanneste   | Serge Vanneste   | BMW           |           | 6     |
| 6   | Rolf Steinhausen  | Erich Schmitz    | König         |           | 5     |
| 7   | Karl Venus        | Rainer Gundel    | BMW           |           | 4     |
| 8   | Gustav Pape       | Franz Kallenberg | BMW           | +1 giro   | 3     |
| 9   | Graham Milton     | Don Smith        | BMW           | +3 giri   | 2     |

## Fonti e bibliografia
- La Stampa, 23 giugno 1973, pag. 19 e 24 giugno 1973, pag. 17
- Risultati della 500 su autosport.com, su autosport.com.
- "Motor" n° 26 del 29 giugno 1973, pag. 1243, su motorracehistorie.nl. URL consultato il 24 novembre 2012 (archiviato dall'url originale il 4 marzo 2016).